# Мађаризација
Мађаризација (мађ. Magyarosítás) је планирана и примењена етнички мотивисана асимилаторска политика, коју су извршиле власти у Мађарској у 19. и почетком 20. века. Та асимилаторска политика имала је за циљ да наметне језик и културу Мађара као доминантне у региону у односу на друге етничке заједнице. Према овој политици, друге етничке заједнице биле су присиљене да прихвате мађарски језик и мађарску националност.
Ницала су по Мађарској током 19. века "мађарска културна друштва" која су уз подршку државног апарата, мање-више насилно асимиловала припаднике пре свега словенских народа. Године 1872. основано у Будимпешти Друштво за мађаризацију. Следеће 1873. године ниче у Пешти, Друштво за помађаривање Мађарски савез, који је предводио проф. Хечеи.
Може се рећи да је супремација мађарска ишла законодавним путем. Спроводила се различитим методама, на разним нивоима. Године 1840. мађарски језик је једини проглашен као званични у Угарској. По наредби Угарског сабора - православне црквене матице су вођене на мађарском језику, а са мађаризованим обликом личних имена. Православни свештеници су "само зато" морали знати мађарски. Десило се 1845-1848. године у Темишвару: водиле су се православне парохијске матице дупло, на српском и мађарском језику. Текла је 12. новембра 1868. године у Угарском сабору, расправа о Закону о равноправности народности. Превласт Мађара је озакоњена; даља судбина немађарских народности сада је зависила од њихове воље. Највише су се претопили Словаци протестанти, јер су са Мађарима исте вере у мешовитим срединама делили исте цркве. Био је потребан само пристрасни свештеник Мађар, па да све крене наопако.
Године 1879. уведен је као обавезан мађарски језик у све немађарске школе, од другог разреда. То је пратила обавеза уведена учитељима да владају мађарским језиком. А 1885. године пооштрена је наредба о оспособљавању учитеља основних школа да предају на мађарском језику. Стиже 1889. године вест: министарство просвете наређује да сви учитељи који су у том звању од пре 1880. године, морају да положе накнадни испит из мађарског језика, у државним учитељским школама, пред посебним комисијама. Апоњијев закон из 1907. године је сасвим подјармио школство у Угарској. Алберт Апоњи председник Угарске независне странке и министар просвете је огољено шовинистички настројен. То је реакција на државни попис из 1900. године: тада 82,3% немађарског народа није знало мађарски језик. У Апоњијевом законском предлогу једна од тачака била је уперена против учитеља "који не предају деци мађарски језик"; они су унапред оптужени да раде против државе. Ишло се свесно и упорно ка стварању јединствене мађарске етничке нације; то је водило ка потпуној асимилацији народности. Свака школа је сада обавезна да развија свест код ученика о припадности мађарској отаџбини и нацији. Апоњијевци су хтели милом или силом да све помађаре, за 40 година.
Паралелно са тим поремећај се шири и у "независно" судство. Од 30. августа 1886. године Перлески срески суд (у Банату) ће разматрати само оно што прими на мађарском језику, као што практикује и Краљевски окружни суд у Панчеву.
Када је реч о Србима православцима ту су први кораци били наметање мађарског језика у школама и државним органима, затим промене назива насеља и имена људи. Мађари су онда преко школа кренули мађаризацију, као најефикаснији пут. Школе су у највећој мери по закону из 1877. године биле подржављене. У њима је учитељ морао знати довољно добро пре свега мађарски државни језик. Увођење грађанске матичарске службе 1895. године која се служила мађарским језиком, помађарена су у великом броју имена и презимена. Добијали су државни "матричари" писана упутства (приручнике) како да немађарска лична имена преведу у мађарска, попут Коста у СИЛАРД, Александар у ШАНДОР, Димитрије у ДЕМЕ итд.
Уведен је 1880. године мађарски језик као званичан у све општине. Морало је доћи до запошљавања чиновника који су се служили тим језиком. Наређено је 1886. године: по мађарски се писма од сад адресирају!
У српском селу Орловату у Банату у два маха, 1886. и 1888. године среска и жупанијска власт покушавају милом да изврше помађаривање села. Нуди се као могућност да нови (од два понуђена) назив места бирају сами општински скупштинари: "Беркењи" или "Шашкере". Када то не буде прошло, стиже нови налог 1887. године, у којем се сада тражи "прилог". Политичка општина Орловат мора да се изјасни: да ли је вољна у који културни завод да се учлани са 50 ф. уписнине; да то буде као помагајућа свота. Сеоски кнез Ђурађ Накарада им поручује: Одбија се због оскудице општине и грађана Орловата. Оптерећени су и прековише разним порезима и другим давањима. Коначно 1888. године одбија општина Орловат – "племениту жупанију" (Торонталску у Великом Бечкереку) у њеном захтеву да своту за ширење мађарског језика определи - само због немаштине! Ипак ти атаци власти на аутономне општинске скупштине су дали резултат у околним селима. Мађарске новине објављују 17. априла 1888. године да је (мађаризација успела) у више околних места, дошло до промене назива: Фаркаждин у ФАРКАЖД, Уздин у УЈ ОЗОРА, Чента у ЛЕОПОЛДОВА, Сакуле у ТОРОНТАЛСИГЕТ итд. Орловат је сачувао тада име, идентитет и достојанство и тако ће остати следеће три деценије. Онда 2. фебруара 1911. новине пишу. "Промена имена места у Торонталској жупанији". По тој вести Министарство унутрашњих послова Угарске је наложило (масовну) измену назива места. По Закону из 1898. члан 4., и Предлогу Националног одбора за регистре и споменике се тако поступило. То је урађено (за утеху) и за немачка имена места, поред српских - у којима готово да нема мештана Мађара. Дошло је тако "силом закона" до промена имена чисто српског села Орловата, у помађарени назив  Орлод.
Најбоље средство за помађаривање које се само по себи намеће била је домобранска војска.
Интензивно помађаривање у јужној Угарској довело је до бројних апсурда. Тако су у неким некад српским местима у Мађарској, близу тада југословенске границе рукополагани свештеници Мађари. Остала је православна црква у месту где су сви Срби помађарени, па су верници након Првог светског рата, који више нису знали српски језик, добијали православне свештенике који су на мађарском језику чинодејствовали.
Борба за мађарску идеју је кренула са врха и ишла до најмањег села. Последњи кораци су били пред Први светски рат, када је укинута стара српска привилегована црквено-школска аутономија 1912. године. Када су мађарски шовинисти дирнули у српске цркве - српске светиње рат је био неизбежан. Две непуне године до избијања Великог рата (1914) Срби су још успевали да се боре новинским написима и зборовима; све друго им је било ускраћено.

## Познати мађаризовани Срби
- Јован Дамјанић (мађарски: Damjanics János), мађарски револуционарни генерал и национални херој.
- Димитрије Стојаковић (мађарски: Döme Sztójay), председник владе и министар иностраних послова у Мађарској од 23. марта 1944. до 24. августа 1944.
- Александар Петровић - Шандор Петефи (мађарски: Petőfi Sándor), чувени мађарски песник и један од вођа националног покрета 1848.
- др Szentkláray Jenö - Евгеније Недић (1843-1925), син православца Наума Недића[3] и мајке католикиње Марије Салаи (из Врањева - Новог Бечеја), мађарски свештеник, велики завичајни историчар, академик мађарски и српски
- Димитрије Хаџић - Хадфи Деме,[4] из Меленаца, жупанијски високи чиновник у Великом Бечкереку

## Места са српским називима у околини Будимпеште
Сеобом Срба под Арсенијем III Чарнојевићем, велики број их се населио у околини Будимпеште. И данас су остали називи који наводе на српско порекло као што су Помаз (Pomáz), Чобанка (Csobánka), Стара вода (Sztára voda), Вишеград (Visegrad), итд. У познатом туристичком месту Сент Андреја (Szent Ánrea) близу Будимпеште постоје 4 велике православне цркве, од којих је само једна активна, а број становника који се изјашњавају као Срби је мањи од 100.